# Changfeng (Automarke)

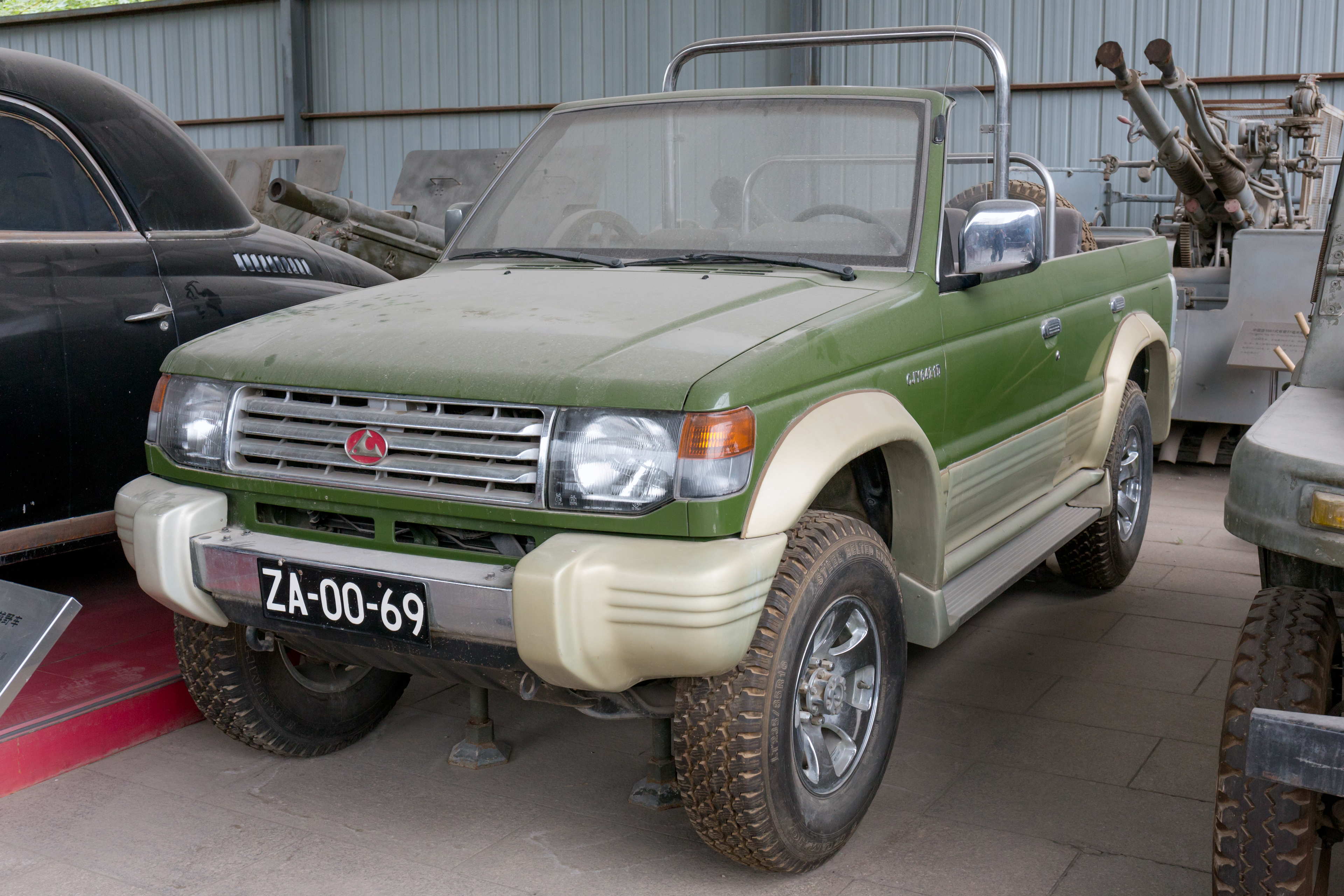
Ein offener Changfeng Liebao auf Basis Mitsubishi Pajero

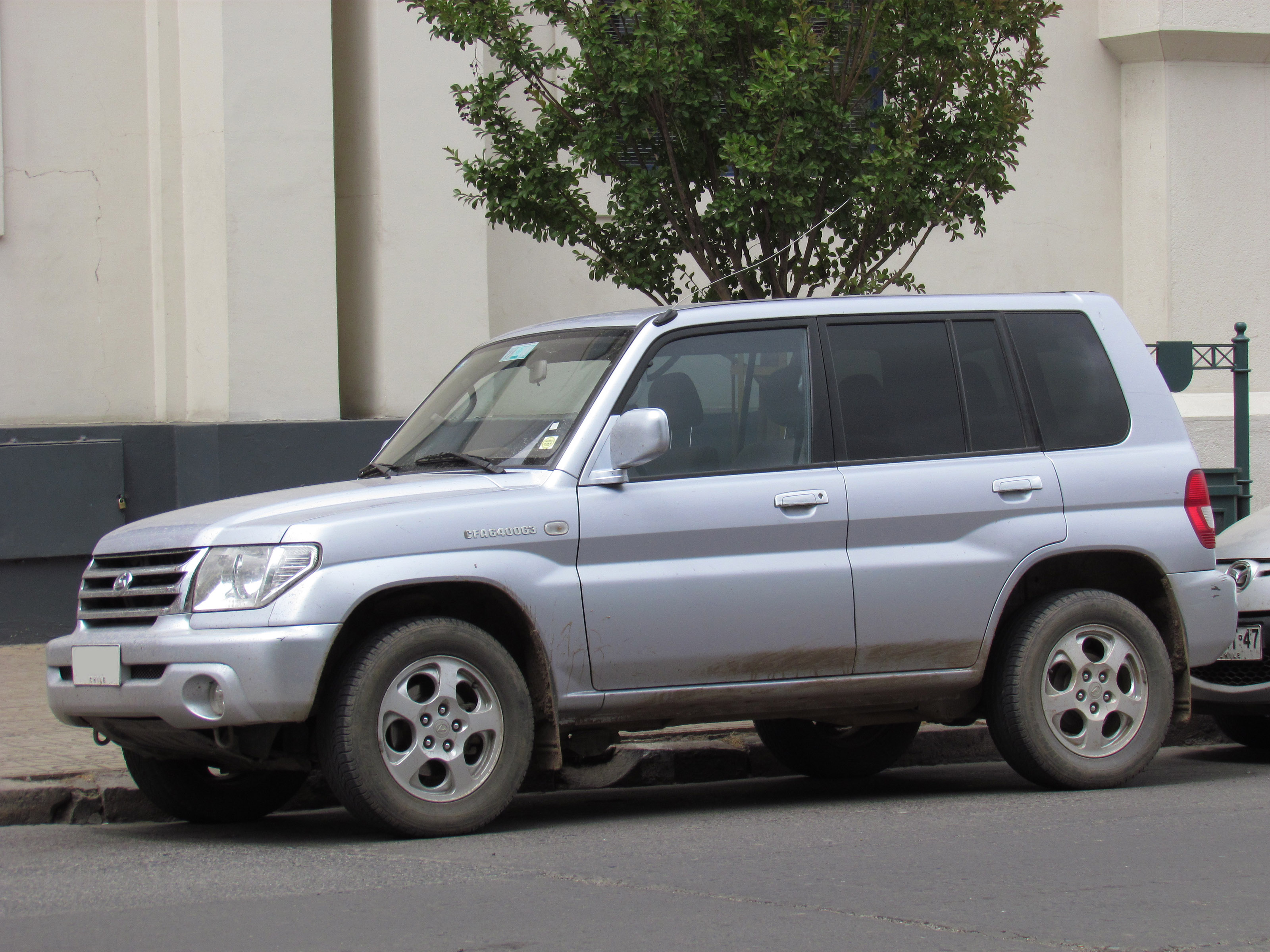
Changfeng Liebao Feiteng

Changfeng war eine Automarke aus der Volksrepublik China.

## Markengeschichte
Der Name wurde in den 1980er Jahren von der Changfeng Group eingeführt. Nach mehreren Umbenennungen und einer Übernahme durch die Guangzhou Automobile Industry Group lautete die letzte Firmierung des Herstellers GAC Changfeng Motor. Ende 2014 oder im Laufe des Jahres 2015 wurde der Name aufgegeben.
Ende 2014 wurde die nachfolgende Marke Leopaard von Hunan Leopaard Motors eingeführt. Dieses Unternehmen gehört wieder zur Changfeng Group.

## Fahrzeuge
Oftmals wurde dem Namen Changfeng die Submarke Liebao angehängt. Liebao ist das chinesische Wort für Leopard.
Zunächst entstanden Geländewagen nach Lizenz des Beijing BJ2020. Sie trugen die Codes CJY 6420 und CJY 5020 oder CFY 2020.
Ab 1995 wurde der Mitsubishi Pajero montiert. Ab diesem Jahr ist der Zusatz Liebao überliefert. Zunächst sind die Codes CJY 6421 bekannt. 1999 kam eine offene Version heraus, die zunächst CJY 6470 und ab 2004 CFA 2030 genannt wurde. 2000 ergänzten siebensitzige Fahrzeuge das Sortiment, die CFA 6470, CJY 6470 und CBA 2030 genannt wurden.
2002 erschienen der Feiteng und der SUV Heijingang.
Der 2004 präsentierte Xianfeng wurde ab 2005 produziert.
Der 2005 vorgestellte C 1 sollte ab 2006 hergestellt werden, ging aber offensichtlich nicht in Serienproduktion.
2007 folgte der Changfeng Liebao CS6.